# Uromenus rugosicollis
Espèce
Uromenus rugosicollis, l'éphippigère carénée, est une espèce d'orthoptères de la famille des Tettigoniidae. Ses ailes sont atrophiées comme celles d'autres espèces de sauterelles éphippigères.

## Distribution
Elle se rencontre en Europe : en Espagne ; en France, dans le Sud-Ouest à partir de la Normandie et dans le Sud.

## Description
Longue d'environ 25 à 30 mm, cette sauterelle très mimétique généralement verte, parfois vert-grisâtre, se distingue des autres espèces d'éphippigères par l'aspect rugueux du pronotum, muni vers l'arrière de lobes latéraux carénés (sans arête chez les autres éphippigères du genre Ephippiger) ; les mâles possèdent des cerques émoussés dont la dent interne est longue et pointue, les femelles montrent un ovipositeur de 10 à 12 mm environ, plus court que chez les autres espèces d'éphippigères, et ici, très recourbé.
Un liseré plus clair souligne le bas des faces latérales de l'abdomen.

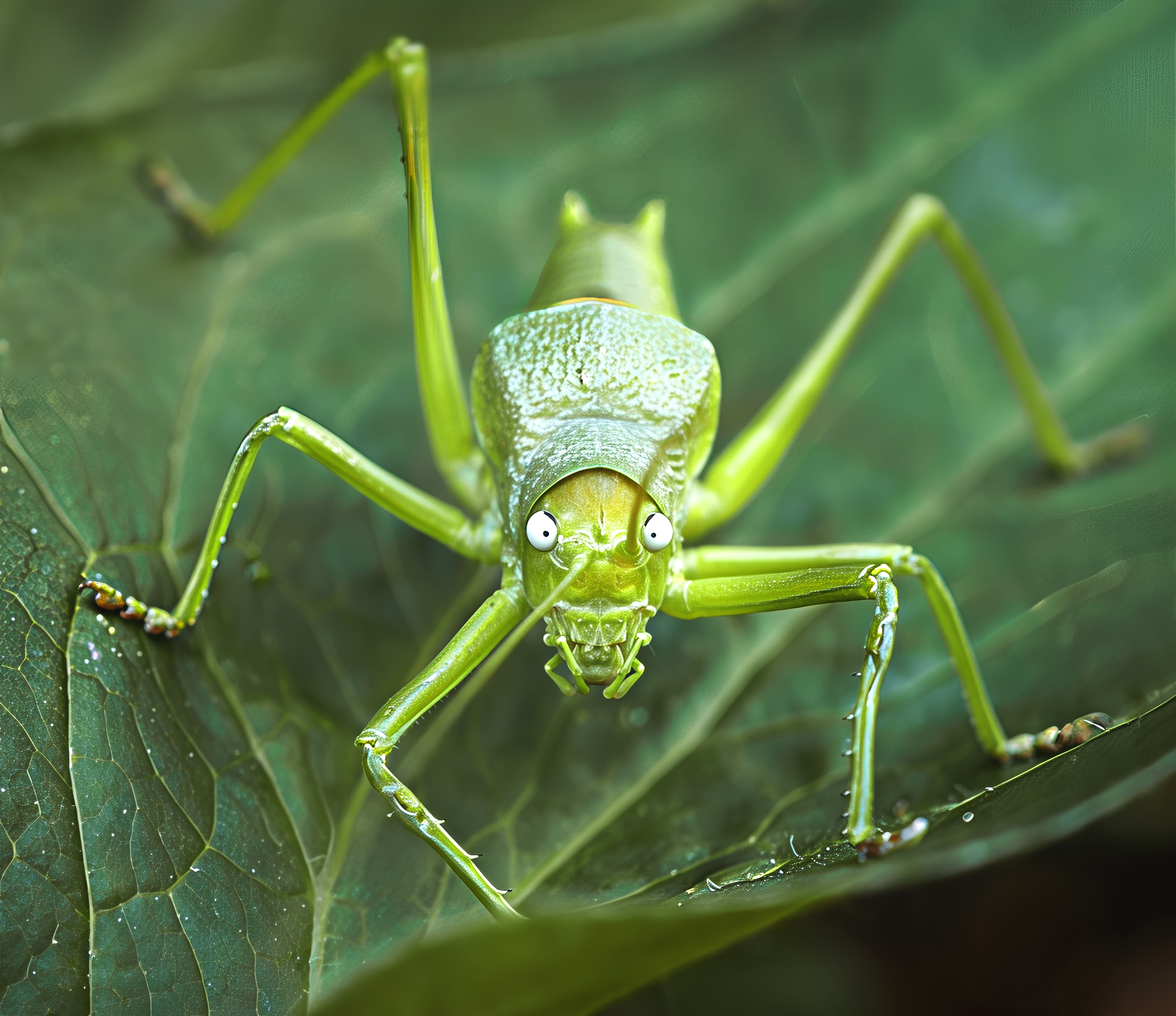
Uromenus rugosicollis - mâle vu de face
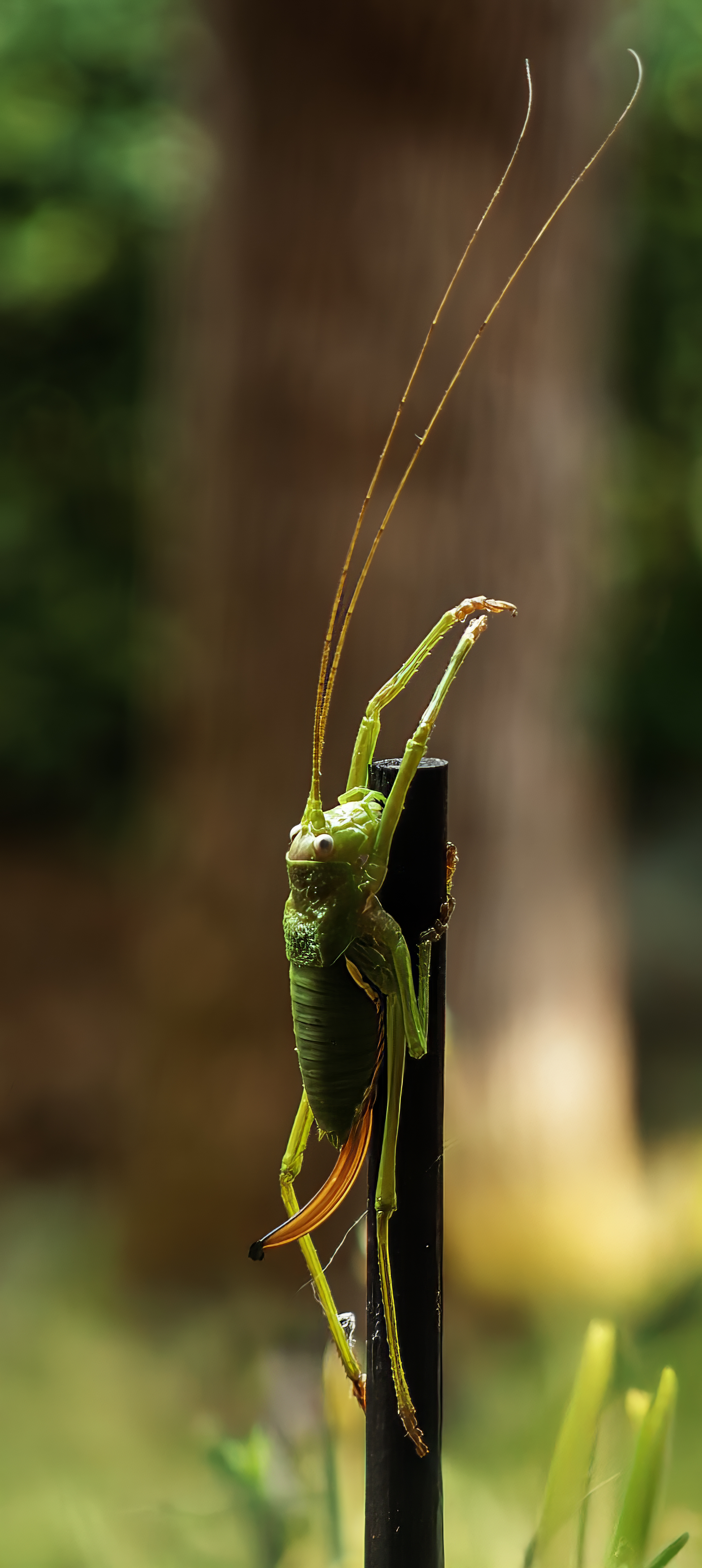
Uromenus rugosicollis - femelle.
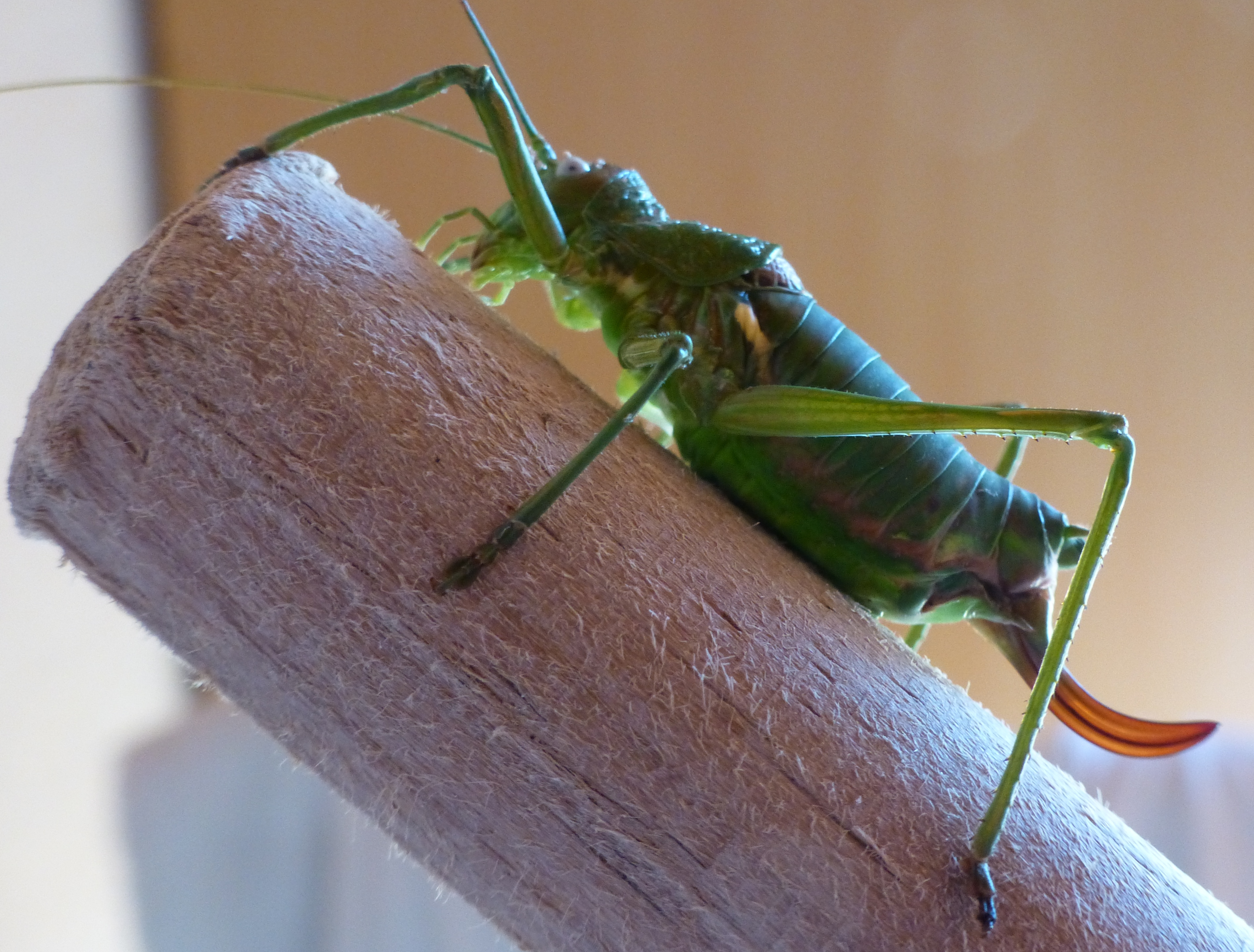
Uromenus rugosicollis - femelle.

## Écologie
Cette sauterelle vit souvent cachée dans la végétation élevée mais peut proliférer localement et se montrer aussi dans des buissons, des cultures... Le mâle produit une stridulation bien différente de celle des autres éphippigères, la femelle peut également striduler mais plus faiblement. Les adultes se rencontrent de juillet à octobre.

### Ponte sur végétaux
Uromenus rugosicollis pond dans les tiges d'asphodèles à l'aide de sa tarière. Ces pontes attirent des insectes parasitoïdes qui peuvent aussi parasiter les pontes de la mouche de l'olive (Bactrocera olea).

## Synonymes
- Barbitistes autumnalis Brullé, 1835
- Ephippiger durieuii Bolívar, I., 1877
- Ephippiger rugosicollis Serville, 1838
- Ephippigera rugosicollis Serville, 1838
- Ephippigera vespertina Dufour, 1841